# John Tardy
John Tardy (Florida, SAD, 15. ožujka 1968.) američki je pjevač i tekstopisac najpoznatiji kao pjevač death metal-sastava Obituary koji je osnovao 1984. godine s bratom bubnjarom Donaldom i gitaristom Trevor Peresom. Također, 2008. godine s bratom Donaldom osnovao je sastav Tardy Brothers. Pojavio se kao gostujući pjevač na albumu Beneath the Remains sastava Sepultura.

## Diskografija
Obituary (1984. – 1997., 2003. – danas)
- Slowly We Rot (1989.)
- Cause of Death (1990.)
- The End Complete (1992.)
- Don't Care (1994.) (EP)
- World Demise (1994.)
- Back from the Dead (1997.)
- Dead (1998.) (koncertni album)
- Anthology (2001.) (kompilacija)
- Frozen in Time (2005.)
- Frozen Alive (2006.) (videoalbum)
- Xecutioner's Return (2007.)
- The Best of Obituary (2008.) (kompilacija)
- Left to Die (2008.) (EP)
- Darkest Day (2009.)
- Inked in Blood (2014.)
- Obituary (2017.)

Tardy Brothers (2009. – danas)
- Bloodline (2009.)

Gostovanja
- Sepultura – Beneath the Remains (1989.)
- Cancer – To the Gory End (1990.)
- Master – On the Seventh Day God Created... Master (1991.)
- Crotchduster – Big Fat Box of Shit (2004.)
- Napalm Death – Harmony Corruption (1990.)
- Epitaph – Demo 1991 (1991.)